# Park Jong Hoon
Park Jong Hoon (Corea del Sur, 6 de mayo de 1965) es un gimnasta artístico surcoreano, especialista en la prueba de salto de potro, con la que ha conseguido ser medallista de bronce olímpico en 1988.

## 1988
En los JJ. OO. celebrados en Seúl (Corea del Sur) ganó el bronce en salto de potro, tras el chino Lou Yun (oro) y Silvio Kroll de Alemania Oriental (plata).